# 흐로드가르

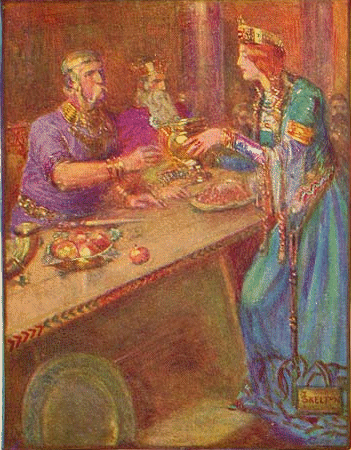

흐로드가르(고대 영어: Hroðgar, 고대 노르드어: Hróarr 흐로아르)는 셸드셰빙의 자손이자 할프단의 아들이다. 형제로는 형인 헤오르가르, 여동생 할가, 또 스웨덴 왕가의 오넬라와 혼인한 또 다른 여동생이 있다. 웨알흐세오우와 혼인하여 두 아들 흐레드릭, 흐레문드, 그리고 잉겔드와 혼인한 프레아와루라는 딸을 두었다.
자신의 처소 헤오로트(숫사슴) 궁에서 오랫동안 괴물 그렌델에게 고통을 받았다. 예이츠족의 영웅 베오울프가 나타나 그 괴물을 처치해 준다. 베오울프를 만났을 때, 베오울프의 부친 에즈데오우가 윌핑그족 헤아돌라프를 살해했던 과거에 은신처를 제공하고 몸값을 지불했던 일을 상기시킨다. 흐로드가르가 죽자 할가의 아들이자 그의 조카인 흐로둘프가 그의 아들들을 축출하여 왕위 찬탈을 시도했다.
| 전임 할다누스 1세 | 제10대 데인인의 왕 | 후임 할가 |